# Shaitan (genre)
Genre
Shaitan est un genre d'araignées aranéomorphes de la famille des Gnaphosidae.

## Distribution
Les espèces de ce genre se rencontrent au Kazakhstan, en Iran, en Azerbaïdjan et en Russie.

## Liste des espèces
Selon World Spider Catalog (version 22.5, 13/01/2022) :
- Shaitan angramainyu Zamani & Marusik, 2021
- Shaitan elchini Kovblyuk, Kastrygina & Marusik, 2013

## Systématique et taxinomie
Ce genre a été décrit par Kovblyuk, Kastrygina et Marusik en 2013.

## Publication originale
- Kovblyuk, Kastrygina & Marusik, 2013 : « A new genus Shaitan elchini gen. et sp.n. (Aranei: Gnaphosidae) from Azerbaijan and Kazakhstan. » Arthropoda Selecta, vol. 22, no 2, p. 145-151 (texte intégral).